# Dreamlover
"Dreamlover" é uma canção da artista musical estadunidense Mariah Carey, lançada em 27 de julho de 1993, como o primeiro single de seu terceiro álbum de estúdio, Music Box (1993). A letra foi escrita por Carey, com música composta por Carey e Dave Hall, e foi produzida por Carey, Hall e Walter Afanasieff. A música incorpora uma amostra do sample de "Blind Alley" do The Emotions em sua melodia e instrumentação, mas é principalmente um loop de Genius Of Love de Tom Tom Club. "Dreamlover" ajudou Carey a fazer a transição para o mercado de música pop, uma escolha feita após a recepção mista de seu trabalho anterior em estúdio, Emotions (1991), que apresentava influências do gospel e do soul da década de 1960. Liricamente, a música retrata uma protagonista pedindo um namorado perfeito, seu "namorado dos sonhos", para levá-la para longe da noite e não desiludi-la como os outros no passado.
"Dreamlover" recebeu críticas positivas de críticos de música contemporânea, muitos dos quais elogiaram a amostra incorporada da música, bem como o estilo vocal despreocupado de Carey. A música foi o primeiro de vários de seus singles de estreia que tem forte apelo sonoro de músicas antigas, assim como; "Fantasy" (1995), "Honey" (1997), "Heartbreaker" (1999) e "Loverboy" (2001). Comercialmente, teve forte sucesso mundial, tornando-se o sétimo pódio de Carey na parada da Billboard Hot 100 dos EUA, permanecendo lá por oito semanas consecutivas. Ainda alcançou o número um no Canadá e se tornou um dos dez primeiros na Austrália, Nova Zelândia, Países Baixos e Reino Unido.
Carey tocou "Dreamlover" ao vivo em vários talk shows televisivos ao redor do mundo, incluindo The Arsenio Hall Show em setembro de 1993, o programa britânico de paradas musicais Top of the Pops e a Music Fair no Japão. Em 1999, após o lançamento de Rainbow, a música foi incluída no Mariah Carey Homecoming Special, e sua aparição no The Today Show. Além disso, "Dreamlover" foi destaque nas listas da maioria de suas turnês seguintes, fazendo sua estreia na Music Box Tour (1993). A música foi incluída nos álbuns de compilação de Carey, #1's (1998), Greatest Hits (2001) e o #1 to Infinity (2015).
O videoclipe da música foi filmado por Diane Martel em Copake, no norte de Nova York, em agosto de 1993. Inclui uma aparição do cachorro de Carey, Jack, e mostra Carey dançando em um canteiro e campo, nadando em um grande lago, embarcando em um balão e dançando ao lado de vários dançarinos sem camisa. Segundo o autor Chris Nickson, a configuração despreocupada do vídeo se harmonizou bem com a instrumentação suave da música. Devido à forte transmissão de rádio da música e nos gráficos padrões, o vídeo recebeu reproduções frequentes em vários canais de videoclipes durante o verão de 1993.

## Antecedentes
O álbum de estreia de Carey teve um forte impacto na música pop, mas a cantora se interessou em alterar seu som e se ramificar em outros gêneros para seu segundo trabalho de estúdio, Emotions (1991). A Columbia permitiu que ela assumisse mais controle sobre sua direção musical, permitindo que ela mudasse o gênero musical, melodias e estilo de produção. Carey trabalhou com muitos novos músicos e produtores no álbum; Walter Afanasieff foi o único resquício de sua estreia. Emotions continha influências do gospel e do soul, além das baladas dos anos 50, 60 e 70. Embora o álbum tenha sido elogiado por alguns como mais maduro e cru, ele não alcançou a repercussão positiva crítica e comercial de seu trabalho de estreia, vendendo menos unidades e deixando de introduzir Carey em novos mercados. A Columbia decidiu devolver Carey ao mesmo gênero que seu álbum de estreia e fazê-la produzir um disco mais comercial e favorável ao rádio. Seus planos eram suavizar os vocais de Carey e suavizar a produção do álbum para criar um disco pop contemporâneo. Carey e Afanasieff concordaram com a mudança e começaram a escrever e gravar material para seu terceiro trabalho de estúdio, Music Box (1993).

## Gravação
Durante a gravação do Music Box, Carey começou a alterar seu estilo de composição e opções de gênero, principalmente em "Dreamlover". A música é diferente de tudo o que ela gravou em seu álbum anterior, pois se apóia nas influências pop com interpolações de R&B. Enquanto procurava por novos produtores de discos para o álbum, Carey encontrou Dave Hall, um nativo de Nova York que era conhecido por seu trabalho no álbum de estreia de Mary J. Blige, What's the 411? (1992). Carey queria incorporar um loop de uma música mais antiga em "Dreamlover", sua segunda música a conter essa influência. A dupla revisou várias músicas e melodias mais antigas e escolheu "Blind Alley", interpretado por The Emotions em 1972. Essa música já havia sido gravada em "Ain't No Half-Steppin" de Big Daddy Kane, o que levou Mariah a usar o sampler em Dreamlover. Em uma entrevista com Fred Bronson , Carey descreveu o trabalho com Hall:

"Eu queria fazer algo que tivesse um sentimento feliz, algo que fosse mais aberto e lançado, e que realmente não seja Dave. É muito antipático sobre o que ele é. Então ele disse: 'Oh, você quer fazer essas coisas felizes? Tudo bem , Tudo certo.' Ele não gostava disso. Então começamos a ouvir muitas amostras diferentes e antigas e usamos uma amostra de 'Blind Alley' e eu comecei a cantar a melodia sobre ela".

Embora Carey tenha ouvido o gancho usado em várias outras músicas ao longo dos anos, ela sentiu que o uso da amostra foi feito de uma maneira mais inovadora. "Nós construímos a música a partir daí e eu escrevi a letra e a melodia e Dave acabou gostando", continuou ela. Depois de terminar a música, Hall elogiou a ética de trabalho e a forma de escrever de Carey, chamando-a de "perfeccionista" e "muito profissional". Ele explicou que eles incorporaram o gancho, uma melodia e a amostra na música durante uma noite. O título da música não foi adicionado até o final da produção. Hall disse que Carey trabalha de uma maneira única, geralmente desenvolvendo os instrumentais da música e gancho antes da letra e do título. Carey descreveu o processo de composição:

"A maneira como geralmente trabalho é fazendo uma música sem título. Vamos pegar o gancho, seja ele amostrado ou criado, e usá-lo como título de trabalho. Escrevi os versos primeiro, assim como a melodia e a inclusão de vários instrumentais. Às vezes, eu tenho uma ideia para uma letra. Se eu estiver colaborando com alguém, eu a direcionarei na direção que está o acorde, porque eu tenho todas essas ideias de melodia e as perco se eu não tenho alguém muito bom com o teclado comigo. É por isso que costumo colaborar porque perco as ideias no momento em que entendo o acorde. Todas essas ideias de melodia simplesmente desaparecem".

Quando o noivo de Carey na época, Tommy Mottola, veio ouvir a música no estúdio, ele teve percepções confusas. Ele se aproximou de Walter Afanasieff e pediu que ele acrescentasse mais instrumentação e sabor. Afanasieff mudou a música no nível de produção, alterando a maneira como a amostra de gancho foi incorporada na música, além de adicionar vários novos instrumentos. Ele descreveu as mudanças em Bronson em uma entrevista:

"Mariah e Dave fizeram essa coisa em loop que era nova para os produtores pop da época. A versão deles de 'Dreamlover' estava faltando muitas coisas. O espírito da música estava no ar, mas não estava batendo forte o suficiente - trabalhei com bateria, órgão e teclado. A parte do órgão e do chimbal que mudei o deixou um pouco mais oscilante e um pouco mais dirigido. Coloquei um tom de cores totalmente novo".

## Música e letra
"Dreamlover" é uma música pop de tempo-médio, com interpolações de R&B. A canção está escrito na clave de Fá maior, e a batida é definida em tempo comum que se move a um ritmo moderado de 104 batimentos por minuto. Possui a sequência de F7–Gm7–F7–Gm7 como sua progressão de acordes.
A música foi escrita e produzida por Carey e Hall, com trabalho adicional feito por Afanasieff, que adicionou uma instrumentação ligeiramente alterada. "Dreamlover" mostra o samples e um loop musical de "Blind Alley" do grupo de R&B The Emotions. A amostragem fornece uma "espinha dorsal" para a instrumentação e produção, além de ser interpolada na ponte. Carey faz uso do whistle register para introduzir o primeiro verso.
Em sua crítica, Jozen Cummings, do PopMatters, descreveu a música como "pop puro e espumoso". Cummings sentiu que o uso do órgão hammond por Afanasieff acrescentou "uma vibração da velha escola" a "Dreamlover", pois se harmoniza com o "gancho musical extremamente cativante". Cummings descreve o tema da letra:

"... a letra é uma descrição e um pedido para o mítico Dreamlover; alguém para levá-la para longe, para "resgatá-la". Coisas que parecem fofas, com certeza (e possivelmente induzindo algumas pessoas) , mas muito possivelmente também uma expressão do mais simples dos sonhos românticos: encontrar a pessoa 'certa'; alguém que faça você se sentir cuidado, amado, seguro".

Cummings chamou as primeiras frases do segundo verso: "Não quero outro pretendente / Para me desiludir mais uma vez / Sussurrando palavras de sempre / Brincando com minha mente" uma "interessante mistura de inocência e cinismo adulto e cansaço do mundo". Wayne Robins, do Newsday, comparou os vocais a "soul e canto da Motown e Philly", enquanto elogiava a inclusão de Afansieff no Hammond pela maneira como os "riffs proporcionam um bom contraste orgânico aos sintetizadores que dominam o disco".

## Recepção crítica
"Dreamlover" ganhou críticas amplamente positivas de críticos de música, muitos dos quais elogiaram sua produção, a amostragem do gancho e os vocais. Em referência às críticas comuns de que Carey canta demais e usa demais seus registros superiores, Cummings escreveu "a verdade é que ela nunca é grosseira no uso de seu incrível instrumento. Em 'Dreamlover', especialmente, ela mantém um controle próximo e de bom gosto das acrobacias". Ao revisar Rainbow (1997), Rich Juzwiak, da Slant Magazine, elogiou a incorporação do samples de "Blind Alley", dizendo que ela foi feita "o mais docemente possível". Ron Wynn, da Allmusic, chamou a música de pessoal e intensa. Ele gostou do estilo vocal mais maduro de Carey no álbum, bem como do uso do gancho e da instrumentação. David Browne, da Entertainment Weekly, sentiu que o canto suave de Carey e a falta de volume eram prejudiciais à música, dizendo que ela "se perdeu". Ele achou o gancho cativante, mas excessivamente familiar. Tom Moon, do The Philadelphia Inquirer, chamou a música de "irresistivelmente borbulhante", enquanto JD Considine, do The Baltimore Sun, chamou a melodia de "arejada". Roger Friedman, da Fox News, chamou "Dreamlover" e "Vision of Love de as melhores músicas de Carey, chamando-os de "os sucessos originais". A Entertainment Weekly listou a música como uma das "100 Maiores Momentos da Música Rock: os anos 90"; foi sua melhor escolha em 1993. "Dreamlover" recebeu uma indicação ao Grammy Awards de Best Female Pop Vocal Performance.

## Desempenho comercial
"Dreamlover" foi o sétimo single número um de Carey na Billboard Hot 100, liderando o ranking na sexta semana e permanecendo lá por oito semanas consecutivas (5 de setembro a 30 de outubro de 1993) - a estadia mais longa da época. Substituiu "Can't Help Falling in Love" de UB40, e mais tarde foi substituído pelo "I'd Do Anything for Love (But I Won't Do That)" de Meat Loaf. Ele passou 26 semanas no top 40 e ficou em 8º lugar no Hot 100 de fim de ano de 1993 e 20 no final de década. A música foi certificada como platina pela Recording Industry Association of America (RIAA) em 22 de setembro de 1993, denotando remessas de mais de um milhão de unidades nos Estados Unidos. Vendeu 935.000 unidades no mercado interno. "Dreamlover" possui o título conjunto da música de estreia mais alta na parada da Billboard Pop Songs, entrando na parada no número 12 na semana de 14 de agosto de 1993, mas foi empatada por "Shake It Off" de Taylor Swift em 2014. No Canadá, "Dreamlover" se tornou o quinto single de Carey na parada de singles da RPM, estreando no número 60 na parada da semana de 14 de agosto de 1993. Três semanas depois, a música alcançou a posição número um do gráfico; passou seis semanas consecutivas no topo e um total de 21 semanas na parada de singles. Nos gráficos de fim de ano da RPM, "Dreamlover" terminou no número dois.
"Dreamlover" entrou na parada de singles da Austrália no número 41 durante a semana de 23 de agosto de 1993, chegando finalmente ao pico do número sete e passando um total de 21 semanas consecutivas na parada. A música foi certificada em ouro pela Australian Recording Industry Association (ARIA), denotando remessas de mais de 35.000 unidades em todo o país. Na Nova Zelândia, "Dreamlover" alcançou uma posição de pico no número dois na parada de singles da Nova Zelândia e passou dezesseis semanas flutuando na parada. A Recording Industry Association of New Zealand (RIANZ) certificou o ouro a música pelas remessas de 7.500 unidades comercializadas no país. No Top 40 holandês, "Dreamlover" estreou no número 36 durante a semana de 28 de agosto de 1993. Depois de atingir o pico do número nove, a música caiu do top 40 após um período de 13 semanas. Nas paradas anuais, a música terminou no número 69. Na Suíça, a música atingiu o número treze e passou dezesseis semanas na parada de singles. No UK Singles Chart, "Dreamlover" alcançou sua posição de número nove na semana de 4 de setembro de 1993. Ele passou um total de dez semanas na parada, saindo em 23 de outubro de 1993. As vendas no Reino Unido são estimadas em 150.000 unidades.

## Videoclipes e remixes

Carey em uma cena do videoclipe da canção

O videoclipe de "Dreamlover" foi dirigido por Diane Martel e filmado no norte de Nova York em junho de 1993. O vídeo mostra cenas de Carey nadando em um pequeno lago perto de uma cachoeira, embarcando em um balão de ar quente colorido e dançando ao lado vários dançarinos sem camisa. Quando o vídeo começa, Carey está nadando debaixo d'água enquanto veste roupas. Ela logo está ofegando por ar e subindo em um canteiro de flores acima. Enquanto ela brinca e rola em um campo, cenas de Carey embarcando em um balão de ar quente são intercaladas. Seu cachorro Jack faz uma aparição, enquanto a segue pelo campo e lago. Após um curto intervalo de dança ao lado de vários dançarinos, Carey sai com o cachorro quando o vídeo termina. Depois de filmar o vídeo, Carey revelou que a água estava tão fria que ela se recusou a nadar até a diretora Martel mergulhar primeiro. O autor Chris Nickson sentiu que o vídeo capturou a natureza suave e descontraída da música: "A sensação casual, quase como cenas de filmes caseiros editados juntos, capturou a leveza da música". O vídeo recebeu forte rotação em vários canais de videoclipes, o que contribuiu para o desempenho da música no gráfico.
"Dreamlover" marcou a primeira vez que Carey teve controle criativo sobre remixar suas músicas. Ela recrutou David Morales para criar o Def Club Mix ; foi o primeiro remix de Carey a usar vocais regravados. Está disponível uma versão ao vivo oficialmente lançada de "Dreamlover", derivada do especial de televisão Here Is Mariah Carey (1994). A faixa do lado B de "Dreamlover" ("Do You Think of Me") foi escrita e produzida por Carey, Afanasieff, Cory Rooney e Mark Morales. Kelefa Sanneh, do The New York Times elogiou o remix, escrevendo "[Isso] é uma revelação: após uma longa pausa de percussão, ele isola algumas das improvisações de Carey; seus vocais ultrafalsetes soam mais assustadores do que todos os efeitos sonoros de Basement Jaxx combinados".

## Apresentações ao vivo

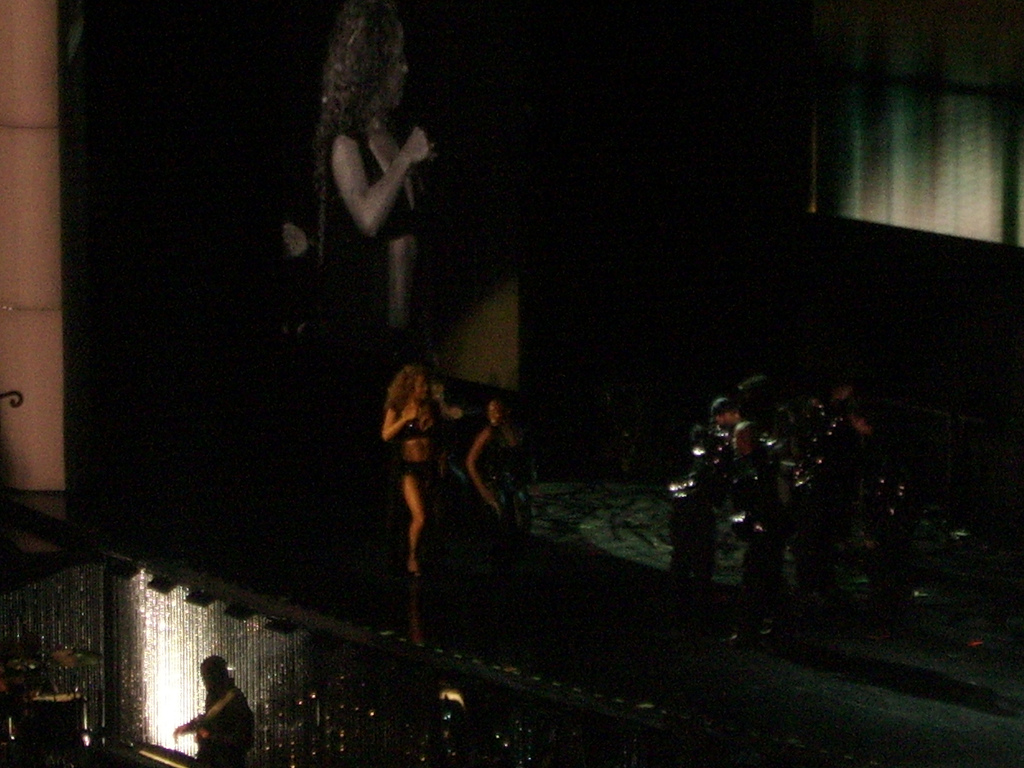
Mariah Carey performando "Dreamlover" na The Adventures of Mimi Tour em 2006

Carey tocou "Dreamlover" em várias transmissões nos Estados Unidos e em toda a Europa. A música foi cantada ao vivo no The Arsenio Hall Show com "Hero" como um set-list de duas partes. Carey tocou "Dreamlover" no programa musical britânico Top of the Pops, no programa holandês Platendaagse e no programa japonês Music Fair. Em um trabalho promocional para seu sétimo álbum de estúdio Rainbow, Carey filmou um especial da FOX intitulado The Mariah Carey Homecoming Special, um mini-concerto filmado em sua antiga escola em Huntington, Nova York. Foi ao ar em 21 de dezembro de 1999. "Dreamlover" serviu como um dos números de abertura. A música foi tocada em 2003 no The Today Show como parte de um conjunto de quatro músicas como uma promoção para o álbum de Carey em 2002, Charmbracelet.
Após as aparições na televisão, Carey apresentou a música ao vivo em várias de suas turnês. Na Daydream World Tour, ela a apresentou em frente a um cenário que mostrava imagens do vídeo da música. Em sua Music Box Tour e Butterfly World Tour, a música serviu como a quinta música do set-list. Carey se apresentou ao lado de várias dançarinas de fundo que imitavam suas coreografias de dança leve. Carey usou uma apresentação semelhante no Rainbow World Tour. Em Charmbracelet e The Adventures of Mimi Tour, três dançarinos de apoio masculinos foram apresentados no palco, com as três vocalistas de fundo por trás deles. Na última turnê, Carey usava um biquíni preto, com uma capa combinando e sapatos Christian Louboutin. Ela mixou a música com um remix instrumental da música "Juicy Fruit" de Mtume. Após o lançamento de seu décimo segundo álbum de estúdio, Memoirs of an Imperfect Angel (2009), Carey embarcou na Angels Advocate Tour. Foi sua primeira turnê que não apresentava a música regularmente, uma vez que foi realizada apenas em algumas datas selecionadas. Além disso, Carey cantou a música como parte de sua residência em Las Vegas, Number 1 to Infinity, que narra os seus 18 hits número um na Hot 100. Para a apresentação, ela vestiu um vestido branco de lantejoulas e entrou no palco em um carro conversível rosa. No final da apresentação, ela está no topo de uma fã de palco, enquanto sua saia sopra ao vento, como uma homenagem a Marilyn Monroe.

## Faixas
| - CD Maxi-Single Austríaco 1. "Dreamlover" – 3:53 2. "Dreamlover" (Def Club Mix) – 10:43 3. "Dreamlover" (Eclipse Dub) – 4:52 - 7" Vinil Europeu 1. "Dreamlover" – 3:53 2. "Do You Think of Me" – 4:46 - CD Maxi-Single Europeu/Britânico 1. "Dreamlover" – 3:53 2. "Do You Think of Me" – 4:46 3. "Someday" – 3:57 | - CD Maxi-Single Americano 1. "Dreamlover" (Versão do Álbum) – 3:53 2. "Dreamlover" (Def Club Mix) – 10:43 3. "Dreamlover" (Def Instrumental) – 6:20 4. "Dreamlover" (USA Love Dub) – 7:10 5. "Dreamlover" (Eclipse Dub) – 4:52 6. "Dreamlover" (Def Tribal Mix) – 6:41 |

## Créditos e equipe
| Esses créditos foram adaptados das notas principais da Music Box. "Dreamlover" foi gravado no Right Track Studios, em Nova York, e mixado no Sony Music Studios, em Nova York. - Mariah Carey – co-produtora, compositora, vocal - Dave Hall – co-produção, composição, sintetizador - Walter Afanasieff – co-produtor, compositor, órgão | - Bob Ross – engenharia - Ren Klyce – programação - Mick Guzauski – mixagem - Bob Ludwig – masterização |

## Desempenho nas tabelas musicais
| Tabela musical (1993)                         | Melhor posição |
| --------------------------------------------- | -------------- |
| Alemanha (Offizielle Deutsche Charts)         | 39             |
| Austrália (ARIA)                              | 7              |
| Bélgica (Ultratop 50 de Flandres)             | 20             |
| Canadá (The Record)                           | 1              |
| Estados Unidos (Billboard Hot 100)            | 1              |
| Estados Unidos (Billboard Adult Contemporary) | 2              |
| Estados Unidos (Billboard Dance Club Songs)   | 1              |
| Estados Unidos (Billboard R&B/Hip-Hop Songs)  | 2              |
| Estados Unidos (Billboard Mainstream Top 40)  | 1              |
| Estados Unidos (Billboard Rhythmic)           | 1              |
| Europa (European Hot 100 Singles)             | 15             |
| França (SNEP)                                 | 49             |
| Islândia (Íslenski Listinn Topp 40)           | 17             |
| Irlanda (IRMA)                                | 24             |
| Países Baixos (Dutch Top 40)                  | 8              |
| Países Baixos (Single Top 100)                | 9              |
| Nova Zelândia (Recorded Music NZ)             | 2              |
| Portugal (AFP)                                | 2              |
| Reino Unido (UK Singles Chart)                | 9              |
| Suécia (Sverigetopplistan)                    | 31             |
| Suíça (Schweizer Hitparade)                   | 13             |

| Tabela musical (1990–99)           | Melhor posição |
| ---------------------------------- | -------------- |
| Estados Unidos (Billboard Hot 100) | 20             |

| Tabela musical (1993)                            | Melhor posição |
| ------------------------------------------------ | -------------- |
| Austrália (ARIA)                                 | 42             |
| Canadá (RPM)                                     | 2              |
| Canadá (RPM Adult Contemporary)                  | 12             |
| Canada (RPM Dance)                               | 43             |
| Estados Unidos (Billboard Hot 100)               | 8              |
| Estados Unidos (Billboard Adult Contemporary)    | 16             |
| Estados Unidos (Billboard Hot R&B/Hip-Hop Songs) | 20             |
| Nova Zelândia (Recorded Music NZ)                | 13             |
| Países Baixos (Single Top 100)                   | 69             |
| Países Baixos (Dutch Top 40)                     | 45             |
| Reino Unido (Official Charts Company)            | 71             |
| Tabela musical (1994)                            | Melhor posição |
| Estados Unidos (Billboard Adult Contemporary)    | 37             |

| Tabela musical (1958-2018)         | Melhor posição |
| ---------------------------------- | -------------- |
| Estados Unidos (Billboard Hot 100) | 348            |

| Região                                                                                             | Certificação | Vendas   |
| -------------------------------------------------------------------------------------------------- | ------------ | -------- |
| Austrália (ARIA)                                                                                   | 6× Platina   | 420,000^ |
| Estados Unidos (RIAA)                                                                              | Platina      | 930,000  |
| Nova Zelândia (RMNZ)                                                                               | Ouro         | 5,000*   |
| *números de vendas baseados somente na certificação ^distribuições baseadas apenas na certificação |              |          |